# Öttusa az 1928. évi nyári olimpiai játékokon
Az 1928. évi nyári olimpiai játékokon öttusában egy számban avattak bajnokot.

## Éremtáblázat
(Az egyes számoszlopok legmagasabb értéke, illetve értékei vastagítással kiemelve.)
| Az 1928. évi nyári olimpiai játékok éremtáblázata öttusában | Az 1928. évi nyári olimpiai játékok éremtáblázata öttusában | Az 1928. évi nyári olimpiai játékok éremtáblázata öttusában | Az 1928. évi nyári olimpiai játékok éremtáblázata öttusában | Az 1928. évi nyári olimpiai játékok éremtáblázata öttusában | Olimpia  |
| ----------------------------------------------------------- | ----------------------------------------------------------- | ----------------------------------------------------------- | ----------------------------------------------------------- | ----------------------------------------------------------- | -------- |
|                                                             | Ország                                                      | Arany                                                       | Ezüst                                                       | Bronz                                                       | Összesen |
| 1.                                                          | Svédország (SWE)                                            | 1                                                           | 1                                                           | 0                                                           | 2        |
|                                                             |                                                             |                                                             |                                                             |                                                             |          |
| 2.                                                          | Németország (GER)                                           | 0                                                           | 0                                                           | 1                                                           | 1        |
|                                                             |                                                             |                                                             |                                                             |                                                             |          |
| Összesen                                                    | Összesen                                                    | 1                                                           | 1                                                           | 1                                                           | 3        |

## Érmesek
| Az 1928. évi nyári olimpiai játékok érmesei öttusában |                                 |       |                               |       |                                  |       |
| Versenyszám                                           | Arany                           | Arany | Ezüst                         | Ezüst | Bronz                            | Bronz |
| férfi                                                 | Sven Thofelt · Svédország (SWE) | 47    | Bo Lindman · Svédország (SWE) | 50    | Helmuth Kahl · Németország (GER) | 52    |

## Magyar szereplés
- Filótás Tivadar 23. hely 107 pont